# قطعنامه ۳۶۴ شورای امنیت
قطعنامه  ۳۶۴ شورای امنیت سازمان ملل متحد که در تاریخ ۱۳ دسامبر ۱۹۷۴ تصویب شد، سندی بین‌المللی دربارهٔ قبرس است. این قطعنامه طی نشست ۱٬۸۱۰ام با ۱۴ موافق، ۰ مخالف و ۰ ممتنع تصویب شد.